# 岡田貴久子
岡田 貴久子（おかだ きくこ、1954年12月12日 - ）は、日本の児童文学作家。
月刊MOE（白泉社）にて書評も担当する。

## 略歴
同志社大学英文学科卒業。第11期日本児童文学学校修了。
「ブンさんの海」で第7回毎日童話新人賞優秀賞を受賞。『うみうります』と改題、白泉社より刊行される。「うみうります」は日本書籍教科書4年国語・上に収められている。
「12色のつばさ」（原題：「つばさはばたけ」）によりアンデルセンのメルヘン大賞優秀賞を受賞。
横浜市在住。娘は詩人・作家の草間小鳥子。

## 著書

### 絵本
- 『うみうります』（長新太絵、白泉社） 1984年　ISBN 4-592-76028-X

### 小説
- 『ふるさとはサンクチュアリ』（坂田靖子絵、白泉社） 1991年　ISBN 4-592-86010-1

### 児童書
- 『わたしのちゃめウサギをさがして!』（鈴木まもる絵、リブロポート） 1991年　ISBN 4-8457-0648-2
- 『ほんのちょっと、夜』（南塚直子絵、リブロポート） 1992年　ISBN 4-8457-0777-2
- 『ワニがうたえば雨がふる』（広瀬弦絵、あかね書房） 1995年　ISBN 4-251-06165-9
- 『怪盗クロネコ団あらわる!』（スズキコージ絵、理論社） 1995年　ISBN 4-652-00733-7
- 『怪盗クロネコ団のあまい罠』（スズキコージ絵、理論社） 1997年　ISBN 4-652-00734-5
- 『K&P』（理論社） 1999年　ISBN 4-652-07176-0
- 『ベビーシッターはアヒル!?』（長崎訓子絵、ポプラ社） 2001年　ISBN 4-591-07048-4
- 『バナナがいっぽん、あったなら / たぬパン』（草間小鳥子共著、Kindle） 2014年　ASIN: B00J6F3IV8
- 『あなたの夢におじゃまします』（たんじあきこ絵、ポプラ社） 2014年　ISBN 978-4591141519

#### 「宇宙スパイウサギ大作戦」
- 『宇宙スパイウサギ大作戦』（ミヤハラヨウコ絵、理論社） 2004年　ISBN 4-652-00743-4
- 『ファラオの呪い危機一髪!』（ミヤハラヨウコ絵、理論社、宇宙スパイウサギ大作戦） 2005年　ISBN 4-652-00743-4
- 『油断大敵! キケンなぼうし』（ミヤハラヨウコ絵、理論社、宇宙スパイウサギ大作戦） 2006年　ISBN 4-652-00760-4
- 『神出鬼没! 月夜にドッキリ』（ミヤハラヨウコ絵、理論社、宇宙スパイウサギ大作戦）2007年　ISBN 978-4-652-00763-1
- 『対決! なぞのカーディガン島』（ミヤハラヨウコ絵、理論社、宇宙スパイウサギ大作戦パート2） 2009年　ISBN 978-4652007648
- 『ハンバーガーはキケンなにおい!?』（ミヤハラヨウコ絵、理論社、宇宙スパイウサギ大作戦パート2） 2012年　ISBN 978-4652007693
- 『まぼろしの宇宙怪鳥大接近?!』（ミヤハラヨウコ絵、理論社、宇宙スパイウサギ大作戦パート2） 2014年　ISBN 978-4652200735

#### 「バーバー・ルーナのお客さま」
- 『魔法のハサミがやってきた!』（ふじしまえみこ絵、偕成社、バーバー・ルーナのお客さま） 2012年　ISBN 978-4035167105
- 『ハサミの魔術師とホシノツカイ』（ふじしまえみこ絵、偕成社、バーバー・ルーナのお客さま） 2013年　ISBN 978-4035167204
- 『だいすき! カボチャのおくりもの』（ふじしまえみこ絵、偕成社、バーバー・ルーナのお客さま） 2013年　ISBN 978-4035167303
- 『世界は宝物でいっぱい!』（ふじしまえみこ絵、偕成社、バーバー・ルーナのお客さま） 2014年　ISBN 978-4035167402

## 寄稿、作品掲載
- 「守ってあげたい」（坂田靖子絵、白泉社、『花丸』創刊号）
- 「十二色のつばさ」（学校図書、『読んでおきたい5年生の読みもの』）